# Bibliothèque de l'Arsenal
Bibliothèque de l'Arsenal är namnet på ett bibliotek i Paris som grundades 1757 och som sedan 1934 är del av Bibliothèque nationale de France.